# 橋沢進一
橋沢 進一（はしざわ しんいち、1965年12月15日 - ）は、日本の俳優、劇団あぁルナティックシアター主宰。コントグループ「カウンタックーズ」のリーダー。東京都台東区出身。

## 出演

### テレビ
- 女と愛とミステリーヤメ検弁護士・英剛直 佐渡が島殺人航路（2002年7月28日、テレビ東京）
- ワナゴナ（TBS）
- ケータイ刑事 銭形泪（BS-i）
- 新選組!（NHK）- 桑名藩士 役
- 相棒（テレビ朝日・東映） 
  - 相棒 Season 1第9話「人間消失」（2002年12月4日）- 警備員 役
  - 相棒 Season 2第12話「クイズ王」（2004年1月14日）- 巡査 役
  - 相棒 Season 3第8話（第9話）「潜入捜査〜私の彼を探して!」（2005年1月5日）- 元麻布警察署窓口職員 役
  - 相棒 Season 9第16話「監察対象 杉下右京」（2011年2月23日）- アルタイル証券専務・佐橋敏雄 役
  - 相棒 Season 14第11話「共演者」（2016年1月13日）- 桜庭かなえ（高橋かおり）主演の映画監督 役
  - 相棒 Season 18第18話「薔薇と髭との間に」（2020年3月4日）- 旅館「如月楼」支配人・下山 役
- 明日の光をつかめ2第14,15話（2011年、東海テレビ）- 春日の父親 役
- 福家警部補の挨拶第2話（2014年1月21日、フジテレビ）- 渡辺良進 役
- 警視庁いきもの係第4話（2017年7月30日、フジテレビ）- 梅川 役

### 映画
- 誰も知らない（是枝裕和監督）- けい子の夫 役

### 舞台
- 劇団マペヲ再々々々々結成 再々々々々解散公演「シン・マペヲ-1.0」（2024年7月12日・13日、新宿シアタートップス）[1]

### ラジオ
- 唐沢俊一のポケット （TBSラジオ、2006年11月3日）
- Radio Disney「ADVENTURE OF SOUNDLAND」（ベクター博士）（TOKYO FMほかJFN全国38局：2015年4月3日-2015年9月25日）

### DVD
- 猫三味線 - 高大之進 役

### その他
- webラジオ「怪傑コミック番組!空飛ぶラジオ でんえもん」（2008年9月ゲスト）